# Metallonupserha metallescens
Metallonupserha metallescens – gatunek chrząszcza z rodziny kózkowatych i podrodziny zgrzypikowych. Jedyny przedstawiciel rodzaju Metallonupserha.

## Zasięg występowania
Gatunek ten występuje na Filipinach.